# ناحیه کیشبر
ناحیهٔ کیشبِر (به مجاری: Kisbéri járás) یک ناحیه در مجارستان است که در کوماروم-استرگوم واقع شده‌است. ناحیهٔ کیشبر ۵۱۰٫۵۵ کیلومتر مربع مساحت و ۲۰٬۲۸۴ نفر جمعیت دارد.